# 粉舞蛛
粉舞蛛（学名：Alopecosa pulverlenta）为狼蛛科舞蛛属的动物。分布于全北区以及中国大陆的甘肃等地。该物种的模式产地在欧洲。